# Вортча
Вортча — деревня в Кезском районе Удмуртской республики.

## География
Находится в северо-восточной части Удмуртии на расстоянии приблизительно 14 км на запад-северо-запад по прямой от районного центра поселка Кез.

## История
Известна с 1646 года как деревня Тыло Ворча над речкою над Ордошором с 5 дворами. В 1710 году (уже Пызеп Ворча) было учтено 11 дворов, в 1722 — 13, в 1873 −13, в 1905 — 39, в 1924 — 31. До 2021 года входила в состав Чепецкого сельского поселения.

## Население
Постоянное население составляло 25 человек (1710), 57 мужчин (1722), 114 человек (1764), 91 мужчина (1802), 230 человек (1873), 230 (1905), 166 (1924, все удмурты), 134 человека в 2002 году (удмурты 83 %), 111 в 2012.